# Alfred Kałuziński
Alfred Józef Kałuziński (ur. 21 grudnia 1952 w Krakowie–Grzegórzkach, zm. 4 września 1997 w Klimkówce) – polski piłkarz ręczny, reprezentant kraju, medalista igrzysk olimpijskich (1976) i mistrzostw świata (1982), trzykrotny mistrz Polski z Hutnikiem Kraków (1979–1981). Występował na pozycji lewego rozgrywającego.

## Życiorys

### Kariera klubowa
W czasie nauki w szkole podstawowej grał początkowo w siatkówkę, od 1966 trenował piłkę ręczną w Hutniku Kraków. W czasie odbywania służby wojskowej w latach 1971–1973 występował w Wawelu Kraków, następnie powrócił do Hutnika.
Z Hutnikiem awansował w 1977 do I ligi, w 1978 wywalczył wicemistrzostwo Polski, w 1979, 1980 i 1981 mistrzostwo Polski, w 1978 Puchar Polski. W 1979 został najlepszym strzelcem ligi (283 bramki). W 1982 wyjechał do Niemiec, w latach 1982–1984 grał w zespole TuSpo Norymberga. W 1983 został królem strzelców niemieckiej II ligi (grupa południowa), zdobywając 142 bramki. W latach 1984–1985 występował w zespole TSV Ansbach, w latach 1985–1991 był graczem HaSpo Bayreuth.

### Kariera reprezentacyjna
Nie był graczem juniorskiej i młodzieżowej reprezentacji Polski. W reprezentacji seniorskiej debiutował 5 sierpnia 1973 w towarzyskim spotkaniu z Bułgarią. Nie dostał jednak powołania na mecze eliminacyjne przed mistrzostwami świata w 1974. Wystąpił jednak na tych mistrzostwach, zajmując z zespołem 4. miejsce (wystąpił w pięciu spotkaniach, nie zdobył bramki), zagrał także na zawodach Pucharu Świata w 1974, gdzie zajął z drużyną 2. miejsce (w czterech spotkaniach zdobył szesnaście bramek). Kolejny sukces odniósł na igrzyskach olimpijskich w Montrealu (1976), gdzie ze swoją drużyną zdobył brązowy medal (w sześciu spotkaniach zdobył dwadzieścia dwie bramki, w tym sześć w meczu o brązowy medal). Wystąpił też na mistrzostwach świata w 1978, gdzie jego zespół zajął 6. miejsce (w sześciu spotkaniach zdobył dwadzieścia dwie bramki), zawodach Pucharu Świata w 1979, gdzie zdobył z drużyną drugie miejsce (wystąpił we wszystkich czterech spotkaniach, zdobywając siedemnaście bramek). W 1980 wystąpił na igrzyskach olimpijskich w Moskwie, na których jego drużyna będąca jednym z faworytów turnieju zajęła dopiero 7. miejsce. Zagrał tam w siedmiu spotkaniach, zdobywając dwadzieścia bramek.
W 1981 zwyciężył ze swoim zespołem w mistrzostwach świata grupy B. W sześciu spotkaniach zdobył osiemnaście bramek. Ostatni sukces w karierze osiągnął, zdobywając brązowy medal mistrzostw świata w 1982. W pięciu spotkaniach zdobył pięć bramek. Na tym ostatnim turnieju w meczu o brązowy medal z Danią zakończył karierę reprezentacyjną. Łącznie w latach 1973–1982 zagrał w 201 spotkaniach zdobywając 633 bramki. Więcej meczów i goli w reprezentacji miał wówczas jedynie Jerzy Klempel.
Ponadto w 1973 i 1976 zdobył brązowy medal Mistrzostw Armii Zaprzyjaźnionych.

### Życie prywatne
Był absolwentem zespołu szkół zawodowych na Osiedlu Uroczym w Krakowie, z zawodu kierowcą-mechanikiem. Jego synem jest Eryk Kałuziński, także piłkarz ręczny, miał także córkę, Anetę. Zmarł nagle na serce.

### Odznaczenia
W 1975 otrzymał tytuł Mistrz Sportu, w 1976 i 1982 brązowy Medal „Za Wybitne Osiągnięcia Sportowe”, w 1993 Diamentową Odznakę ZPRP. Trzykrotnie wystąpił w reprezentacji świata (w 1978 przeciwko ZSRR, w 1980 przeciwko Vfl Gummersbach i Szwecji). W plebiscycie Sportu] na najlepszego piłkarza ręcznego w latach 1945–1985 został wybrany najlepszym zawodnikiem na pozycji lewego rozgrywającego (razem z Danielem Waszkiewiczem. W 2008 wybrano go do najlepszej „siódemki” 90-lecia polskiej piłki ręcznej.
Od 1998 w Krakowie odbywa się poświęcony mu memoriał.